# 11382 Juliasitu
11382 Juliasitu è un asteroide della fascia principale. Scoperto nel 1998, presenta un'orbita caratterizzata da un semiasse maggiore pari a 2,1908541 au e da un'eccentricità di 0,1561329, inclinata di 3,78778° rispetto all'eclittica.